# مازدا أر إكس- 3
مازدا أر إكس- 3 (بالإنجليزية: Mazda RX-3)‏ هي سيارة من تصنيع شركة مازدا.